# 〜infinity〜∞
「〜infinity〜∞」（インフィニティ）は、林原めぐみの18枚目のシングル。1998年4月24日にスターチャイルドから発売された（KIDA-161）。

## 概要
- 収録曲は、林原めぐみ自身も出演したテレビアニメ『ロスト・ユニバース』の主題歌のタイアップが付いており、両曲ともオープニングテーマとエンディングテーマにそれぞれ起用された。
- 林原めぐみ名義のアルバムとしては、2000年にリリースされたベスト・アルバム『VINTAGE S』に収録されたが、オリジナルアルバムは未収録である。カップリングの「EXTRICATION」は、オリジナルアルバムにもベストアルバムにも収録されていない。

## ディスクジャケット
- ジャケットの表側は『ロスト・ユニバース』がプリントされており、また、暗闇の中でジャケットの一部が光る蓄光ジャケット仕様になっている。

## 記録
- 林原めぐみのシングルとしては4番目の売上を記録している。ただし、「Give a reason」の扱いによって3位となる（詳細はこちらを参照）。なお、1位の「Give a reason」、2位の「don't be discouraged」、3位の「Just be conscious」はいずれも『スレイヤーズ』関連の楽曲であり、『スレイヤーズ』以外のタイアップ楽曲としては1位である。
- アニメソングなどを取り扱う『SOMETHING DREAMS マルチメディアカウントダウン』では初登場3位、登場2週目にから3週連続で1位を獲得したが、登場5週目にその間ずっと2位だったTWO-MIXの「BEAT OF DESTINY」に1位を奪取される。しかし、登場7週目に1位に返り咲いてからは、「raging waves」がチャートインするまでトップ3を維持した。

## 収録曲
1. 〜infinity〜∞ [4:30]
作詞：MEGUMI、作曲：佐藤英敏、編曲：添田啓二
  - テレビ東京系テレビアニメ『ロスト・ユニバース』オープニングテーマ
  - 歌詞は、タイトルどおり「無限」をキーワードに「運命」「未知」「可能性」「世界観」などがテーマになっている。
2. EXTRICATION [4:39]
作詞：有森聡美、作曲・編曲：大森俊之
  - テレビ東京系テレビアニメ『ロスト・ユニバース』エンディングテーマ
  - 躍動的な「〜infinity〜∞」とは打って変わり、しっとりとした曲。歌詞は生きる故に伴う「感じること」や「想うこと」、「願望」などがテーマになっている。
3. 〜infinity〜∞ <OFF VOCAL VERSION> [4:30]
4. EXTRICATION <OFF VOCAL VERSION> [4:36]

## 収録アルバム
| 曲名          | 収録アルバム                                   | 発売日        | 規格品番        | 備考                                                                                                 |
| ------------- | ---------------------------------------------- | ------------- | --------------- | --- |
| 〜infinity〜∞ | 『ロスト・ユニバース トラックス・コンテンツ①』 | 1998年7月3日  | KICA-405        | オリジナル、TV Sizeが収録。                                                                          |
| 〜infinity〜∞ | 『ロスト・ユニバース トラックス・コンテンツ②』 | 1998年9月4日  | KICA-414        | Instrumental Version I、Instrumental Version II、Instrumental Version III、Shooting Star Mixが収録。 |
| 〜infinity〜∞ | 『ロスト・ユニバース トラックス・コンテンツ③』 | 1998年11月6日 | KICA-419        | Future Shock Mixとして収録。                                                                         |
| 〜infinity〜∞ | 『the BEST of LOST UNIVERSE [from TV]』        | 1999年6月4日  | KICA-456        | オリジナルとRed Zone Mixが収録。                                                                     |
| 〜infinity〜∞ | 『VINTAGE S』                                  | 2000年4月26日 | KICS-790        | |
| 〜infinity〜∞ | 『VINTAGE DENIM』                              | 2021年3月30日 | KICS-3980〜3982 | |
| EXTRICATION   | 『ロスト・ユニバース トラックス・コンテンツ①』 | 1998年7月3日  | KICA-405        | オリジナル、TV Sizeが収録。                                                                          |
| EXTRICATION   | 『ロスト・ユニバース トラックス・コンテンツ②』 | 1998年9月4日  | KICA-414        | Freak Lounge Mix、Instrumental Version Iが収録。                                                     |
| EXTRICATION   | 『ロスト・ユニバース トラックス・コンテンツ③』 | 1998年11月6日 | KICA-419        | Space Dub Mixとして収録。                                                                            |
| EXTRICATION   | 『the BEST of LOST UNIVERSE [from TV]』        | 1999年6月4日  | KICA-456        | オリジナルとP.G.F. Perfumixが収録。                                                                  |

## カバー
| 曲名          | アーティスト                 | 収録アルバム       | 発売日        | 製造番号  | 備考                                                     |
| ------------- | ---------------------------- | ------------------ | ------------- | --------- | -------------------------------------------------------- |
| 〜infinity〜∞ | 保志総一朗 as Kane Blueriver | 「Starting again」 | 2007年1月24日 | KICM-1195 | 3枚目のシングル 「〜Re.infinity〜∞」のタイトルでカバー。 |